# Scutiger boulengeri
Scutiger boulengeri és una espècie d'amfibi que viu al sud-est d'Àsia.